# Расмуссен, Нильс
Нильс Бек Расмуссен (дат. Niels Bech Rasmussen, род. 5 октября 1995) — датский профессиональный велогонщик, призёр чемпионата Дании по маунтинбайку в кросс-кантри (2015) и MTB-марафоне (2017). Призёр чемпионата Дании по велокроссу (2018).

## Карьера
Нильс Расмуссен завоевал серебряную медаль на чемпионате мира по маунтинбайку 2015 года в командной эстафете.

### Достижения

#### Маунтинбайк
2012
43-й на Чемпионате мира среди юниоров
Кубок мира среди юниоров:
21-й на 4-м этапе
17-й на 2-м этапе
2013
Кубок мира среди юниоров:
26-й на 6-м этапе
14-й на 3-м этапе
12-й на 2-м этапе
13-й на 1-м этапе
33-й на Чемпионате мира среди юниоров
2-й на Чемпионате Дании среди юниоров
3-й на Чемпионате Европы среди юниоров
2014
22-й на Международном турнире по маунтинбайку в Лангкави
5-й на SRAMLIGA, Хольте
Чемпионат мира:
69-й на кросс-кантри U23
Командная эстафета — не финишировал
10-й на SRAMLIGA, Коллинг
6-й на Horten XCO, Хортен
Чемпионат Европы:
39-й на кросс-кантри
30-й на кросс-кантри элиминатор
Кубок мира среди гонщиков до 23 лет:
84-й на 4-м этапе
59-й на 3-м этапе
14-й на SRAMLIGA, Варде
7-й на Vårspretten, Эвре-Эйкер
58-й на Internazionali d’Italia Series — Marlene Südtirol Sunshine Race
2015
2	SRAMLiga, Слагельсе
Чемпионат мира:
Командная эстафета — не финишировал
33-й на кросс-кантри U23
Кубок мира среди гонщиков до 23 лет:
57-й на 6-м этапе
112-й на 2-м этапе
32-й на 1-м этапе
Horten XCO, Хортен:
19-й в классе 2
3-й в классе 1
7-й на SRAMLiga + UCI Junior Series XCO, Нествед
Чемпионат Европы:
Командная эстафета — не финишировал
26-й на кросс-кантри
3-й на Чемпионате Дании
6-й на Vargarda CK, Воргорда
8-й на SRAMLiga, Коллинг
4-й на SRAMLiga, Виборг
6-й на Международном фестивале MTB в Питермарицбурге
12-й на SA XCO Cup Series + UCI Junior Series
8-й на Велогонке в Андалусии
2016
13-й на KMC MTB Bundesliga — WälderCup
14-й на Трофее Маи Влощовской
12-й на Кубке Бенелюкса
5-й на KMC Bundesliga — Rad am Ring
Кубок мира среди гонщиков до 23 лет:
40-й на 4-м этапе
28-й на 3-м этапе
36-й на 2-м этапе
45-й на Чемпионате мира среди гонщиков до 23 лет
4-й на Чемпионате Дании
7-й на SRAMLiga, Нествед
32-й на Чемпионате Европы среди гонщиков до 23 лет
6-й на Fiskumrittet XCO
2-й на SRAMLiga, Хаммель
13-й на KMC Bundesliga XCO — Goldtrophy Sabine Spitz
7-й на Salcano MTB Cup — Novi Sad
27-й на Cyprus Sunshine Cup
11-й на Hellas — Salamina Island MTB XCO, класс S2
8-й на Hellas — Salamina Island MTB XCO, класс 1
4-й на Hellas — Salamina Island MTB XCO, класс 1
2017
11-й на SRAMLiga #5, Вайле
3-й на Чемпионате Дании, кросс-кантри марафон
6-й на Чемпионате Дании, кросс-кантри
SRAMLiga #4, Силькеборг — не финишировал
61-й на Кубке мира среди гонщиков до 23 лет
3-й на SRAMLiga #3, Варде
SRAMLiga 2, Копенгаген — не финишировал
22-й на SRAMLiga #1, Копенгаген
Goldtrophy Sabine Spitz — Int. MTB Bundesliga + UCI Junior Series XCO — не финишировал
2018
7-й на MTBliga #5, Копенгаген
17-й на Kolding Race Day’s powered by SRAM
7-й на Чемпионате Дании, кросс-кантри
3-й на MTBliga #3, Варде
5-й на MTBliga #2, Силькеборг
5-й на Чемпионате Дании, кросс-кантри марафон
7-й на MTBliga #1, Морсё
2019
7-й на MTBliga #4, Копенгаген
2-й на MTBliga #3, Ольборг
6-й на Race Days Kolding powered by SRAM
3-й на MTBliga, Варде
8-й на Чемпионате Дании, кросс-кантри
Чемпионат Дании, кросс-кантри марафон — не финишировал
MTBliga #1, Хольте — не финишировал
2020
8-й на Чемпионате Дании, кросс-кантри
Чемпионат Дании, кросс-кантри марафон — не финишировал
2021
5-й на Shimano MTB Liga — Powered by Allbike #5, Роскилле
Shimano MTB Liga — Powered by Allbike #4, Раннерс — не финишировал
2-й на Shimano MTB Liga, Сорё
2-й на Shimano MTB Liga, Рольд
8-й на Чемпионате Дании, кросс-кантри
3-й на MTB liga #1, Варде

#### Велокросс
2012
3-й на Чемпионате Дании среди юниоров
2014
9-й на Чемпионате Дании, U23
2017
2-й на Чемпионате Дании, U23
38 на Чемпионате мира, U23
2018
3-й на Чемпионате Дании
50-й на 4-м этапе Кубка мира